# Urbinské vévodství
Urbinské vévodství neboli Vévodství Urbino (italsky Ducato di Urbino) byl stát ve střední Itálii a později léno apoštolského stolce. Rozkládalo se přibližně severní části dnešního regionu Marche, na východě byla obklopeno Jadranským mořem, na západě Florentskou republikou a na jihu Papežským státem.

## Historie

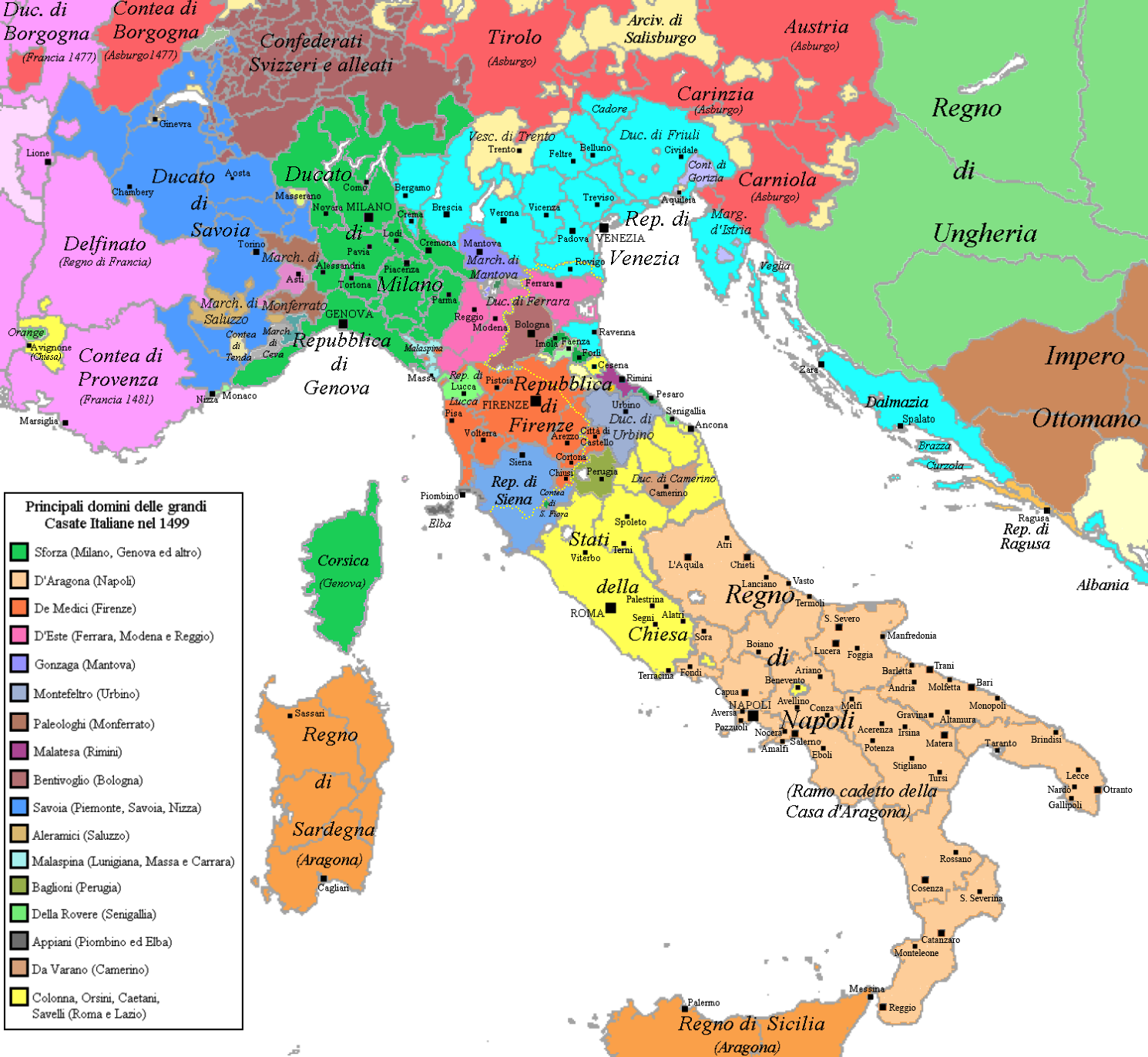
Itálie v roce 1499, Urbino v šedivé barvě

Vznik vévodství se datuje k roku 1443, kdy byl papežem Evženem IV. jmenován Oddantonio da Montefeltro vévodou urbinským, čímž povýšil dosavadní urbinské hrabství (vzniklo roku 1213) na vévodství. Po dlouhou dobu mělo vévodství stejnojmenné hlavní město, které se stalo jedním z ústředních bodů italské renesance a stalo se konkurentem Florencii a Sieně jako centrum umění, kultury a obchodu. V roce 1506 byla v Urbinu založena univerzita.
Po krátké vládě Cesare Borgia v letech 1502–1508 přešlo panství na papežskou rodinu Della Rovere, která ji spravovala až do roku 1625, kdy ji papež Urban VIII. připojil k Papežskému státu jako tzv. Legazione del Ducato di Urbino (později Legazione di Urbino). V roce 1523 bylo hlavní město přesunuto do Pesara.

## Seznam pánů, hrabat a vévodů Urbina

Heraldická vlajka vévodství

Páni Urbina do roku 1213, hrabata do roku 1443, poté vévodové.
| jméno                                             | narození        | doba vlády | úmrtí             | choť                                 |
| ------------------------------------------------- | --------------- | ---------- | ----------------- | ------------------------------------ |
| Antonio I. da Montefeltro                         |                 |            | asi 1184          |                                      |
| Montefeltrano. I da Montefeltro                   |                 | asi 1184   | 1202              |                                      |
| Bonconte I. da Montefeltro                        |                 | 1202       | 1242              |                                      |
| Montefeltrano II. da Montefeltro                  |                 | 1242       | 1255              |                                      |
| Guido da Montefeltro                              |                 | 1255       | 1285              |                                      |
| papežská nadvláda                                 |                 | 1285       | 1296              |                                      |
| Federico I. da Montefeltro                        |                 | 1296       | 1322              |                                      |
| papežská nadvláda                                 |                 | 1322       | 1324              |                                      |
| Guido II. da Montefeltro                          |                 | 1324       | 1360              |                                      |
| Galasso da Montefeltro                            |                 | 1324       | 1360              |                                      |
| Nolfo da Montefeltro                              |                 | 1324       | 1360              |                                      |
| Federico II da Montefeltro                        |                 | 1364–1370? | 1370?             | Teodora Gonzaga                      |
| Antonio II da Montefeltro                         | 1348            | 1363–1404  | 29. dubna 1404    | Agnesina dei Prefetti di Vico        |
| Guidantonio da Montefeltro                        | 1377            | 1403–1443  | února 1443        | Ringarda Malatesta; Caterina Colonna |
| Oddantonio da Montefeltro vytvořen vévodský titul | 1428            | 1443–1444  | 22. července 1444 | Isotta d'Este                        |
| Federico III. da Montefeltro                      | 7. června 1422  | 1444–1482  | 10. září 1482     | Gentile Brancaleoni; Battista Sforza |
| Guidobaldo da Montefeltro                         | 17. ledna 1472  | 1482–1502  | 10. dubna 1508    | Elisabetta Gonzaga                   |
| Cesare Borgia                                     |                 | 1502–1503  |                   | Charlotta z Albretu, paní de Châlus  |
| Guidobaldo da Montefeltro                         | 17. ledna 1472  | 1503–1508  | 10. dubna 1508    | Elisabetta Gonzaga                   |
| Francesco Maria I. della Rovere                   | 22. března 1490 | 1508–1516  | 20. října 1538    | Eleonora Gonzaga                     |
| Lorenzo II. de' Medici                            | 12. září 1492   | 1516–1519  | 4. května 1519    | Madeleine de la Tour d'Auvergne      |
| Francesco Maria I. della Rovere                   | 22. března 1490 | 1521–1538  | 20. října 1538    | Eleonora Gonzaga                     |
| Guidobaldo II. della Rovere                       | 2. dubna 1514   | 1538–1574  | 28. září 1574     | Giulia da Varano; Vittoria Farnese   |
| Francesco Maria II. della Rovere                  | 10. února 1549  | 1574–1621  | 23. dubna 1631    | Lucrezia d'Este; Livia della Rovere  |
| Federico Ubaldo della Rovere                      | 16. května 1605 | 1621–1623  | 28. června 1623   | Claudia de' Medici                   |
| Francesco Maria II. della Rovere                  | 10. února 1549  | 1623–1625  | 23. dubna 1631    | Livia della Rovere                   |